# 郝振贤
郝振贤（1937年9月—2020年4月24日），男，河南长垣人，中华人民共和国政治人物，曾任中共广元市委书记，四川省政协副主席，第七届全国人大代表。